# رالف سيمبسون
رالف سيمبسون (بالإنجليزية: Ralph Simpson)‏ مواليد 10 أغسطس 1949 في ديترويت، هو مدرب كرة سلة أمريكي ولاعب معتزل. بدأ مسيرته الاحترافية في سنة 1970. تم اختياره من قبل فريق شيكاغو بولز خلال الدرافت. يبلغ طوله 6 قدم 5 بوصة (2.0 م). اعتزل اللعب في 1979. أحرز خلال مسيرته في الإن بي إيه 11785 نقطة بمعدل 16.7 نقطة في المباراة الواحدة.

## المسيرة الاحترافية
لعب مع دنفر ناغتس من سنة 1970 إلى 1976، ثم لعب مع ديترويت بيستونز من سنة 1976 إلى 1978، ثم لعب مع دنفر ناغتس في سنة 1978، ثم لعب مع فيلادلفيا سفنتي سيكسرز في موسم 1978–1979، ثم لعب مع بروكلين نتس في سنة 1979.

## روابط خارجية
- رالف سيمبسون على موقع إن بي أي (الإنجليزية)
- رالف سيمبسون على موقع سبورتس رفرنس (الإنجليزية)
- رالف سيمبسون على موقع كلية كرة السلة في سبورتس رفرنس.كوم (الإنجليزية)
- رالف سيمبسون على موقع ريلجم (الإنجليزية)
- رالف سيمبسون على موقع بروبوليرز (الإنجليزية)